# Distrito electoral M (Nebraska)
El distrito electoral M (en inglés: Precinct M) es un distrito electoral ubicado en el condado de Seward en el estado estadounidense de Nebraska. En el Censo de 2010 tenía una población de 768 habitantes y una densidad poblacional de 8,22 personas por km².

## Geografía
El distrito electoral M se encuentra ubicado en las coordenadas 40°44′8″N 97°19′13″O / 40.73556, -97.32028. Según la Oficina del Censo de los Estados Unidos, el distrito electoral M tiene una superficie total de 93.47 km², de la cual 92.93 km² corresponden a tierra firme y (0.58%) 0.55 km² es agua.

## Demografía
Según el censo de 2010, había 768 personas residiendo en el distrito electoral M. La densidad de población era de 8,22 hab./km². De los 768 habitantes, el distrito electoral M estaba compuesto por el 97.01% blancos, el 0.65% eran afroamericanos, el 0.26% eran amerindios, el 0.26% eran asiáticos, el 0.26% eran de otras razas y el 1.56% pertenecían a dos o más razas. Del total de la población el 1.69% eran hispanos o latinos de cualquier raza.